# Aleksandr Borisow (1913–1977)
Aleksandr Wasiljewicz Borisow (ros. Александр Васильевич Борисов, ur. 18 października 1913 we wsi Troickoje w guberni niżnonowogrodzkiej, zm. 22 lipca 1977 w Swierdłowsku) – radziecki działacz partyjny i państwowy, przewodniczący Komitetu Wykonawczego Rady Obwodowej w Swierdłowsku (1964-1977).
1930 ukończył szkołę w Krasnoufimsku, a 1936 Gorkowski Instytut Rolniczy, po czym został głównym agronomem rejonu oktiabrskiego w obwodzie czelabińskim. Od grudnia 1936 do stycznia 1938 odbywał służbę w Armii Czerwonej, później był starszym agronomem w rejonie krasnoufimskim. Od maja 1941 do lutego 1946 ponownie w Armii Czerwonej, po demobilizacji wrócił do Krasnoufimska na stanowisko starszego agronoma. 1945 wstąpił do WKP(b). Od lutego 1953 do marca 1955 główny agronom i zastępca kierownika obwodowego zarządu gospodarki rolnej, od marca 1955 do lutego 1959 kierownik tego wydziału. 1959-1962 zastępca przewodniczącego, a 1962 I zastępca przewodniczącego Komitetu Wykonawczego Rady Obwodowej w Swierdłowsku. Od 18 grudnia 1962 do 12 stycznia 1963 przewodniczący Biura Organizacyjnego Komitetu Obwodowego KPZR ds. Produkcji Rolnej w Swierdłowsku, od 12 stycznia 1963 do 25 grudnia 1964 I sekretarz Rolniczego Komitetu Obwodowego KPZR w Swierdłowsku. Od 26 grudnia 1964 do śmierci przewodniczący Komitetu Wykonawczego Rady Obwodowej w Swierdłowsku. Deputowany do Rady Najwyższej ZSRR od 7 do 9 kadencji i do Rady Najwyższej Rosyjskiej FSRR 6 kadencji, delegat na XXIII, XXIV i XXV Zjazdy KPZR.

## Odznaczenia
- Order Lenina (dwukrotnie - 1958 i 1973)
- Order Rewolucji Październikowej (1971)
- Order Czerwonego Sztandaru Pracy (dwukrotnie - 1963 i 1966)
- Order Czerwonej Gwiazdy (1945)
- Order „Znak Honoru” (1947)
- Medal „Za zasługi bojowe” (1943)
- Medal 100-lecia urodzin Lenina (1969)
- Medal „Za obronę Moskwy” (1944)
- Medal „Za zwycięstwo nad Niemcami w Wielkiej Wojnie Ojczyźnianej 1941–1945” (1945)
- Medal jubileuszowy „Dwudziestolecia zwycięstwa w Wielkiej Wojnie Ojczyźnianej 1941–1945”
- Medal jubileuszowy „Trzydziestolecia zwycięstwa w Wielkiej Wojnie Ojczyźnianej 1941–1945”
- Medal „Za rozwój dziewiczych ziem” (1957)